# Onosma albicaulis
Onosma albicaulis är en strävbladig växtart som beskrevs av Popow. Onosma albicaulis ingår i släktet Onosma och familjen strävbladiga växter. Inga underarter finns listade i Catalogue of Life.